# Roczniki Łowickie
Roczniki Łowickie – pismo wydawane przez Łowickie Towarzystwo Przyjaciół Nauk. Publikacje składają się z pogrupowanych tematycznie artykułów. Porusza się w nich tematykę m.in. dziejów miasta Łowicza i regionu od XIV do XX wieku, kultury i folkloru łowickiego czy rozwoju gospodarczego ziemi łowickiej. Dotychczas ukazały się w latach: 1973, 2003, 2004, 2005.